# Assut de la Reial Séquia de Montcada
L'Assut de la Reial Séquia de Montcada, es troba, al municipi de Manises, a la comarca de l'Horta Sud, de la província de València. És considerat Bé d'interès cultural, amb anotació ministerial número RI-51-0011240.

## Història
Jaume II d'Aragó, a 1321 va atorgar una sèrie de furs i privilegis que permetien als regants de la Vega de València exigir la cessió de l'aigua en tandes de quatre dies cada vuit. La tanda havia de passar l'assut de Montcada sense que els regants d'aquesta séquia poguessin quedar-se-la. Per això el dia corresponent se situaven a l'almenara Reial el sequier de Montcada i un síndic de la Vega, que marcaven el nivell normal de l'aigua abans d'arribar la dotació completa de la tanda. Aquest senyal servia de referència a partir d'aquell moment per repartir l'aigua que arribava de més a l'assut i poder desviar cap a la vega. En la dècada de 1860 l'almenara Reial va ser objecte d'un aferrissat plet de nou amb les altres de la Vega de València, concretament sobre els taulers que la tancaven. Mentre Montcada afirmava que l'almenara tan sols tenia la funció de desaiguar l'assut, els segons reclamaven el seu dret històric a què Montcada cedís els dos terços de l'aigua que arribava a aquest. A més es discutia si l'aigua que cedia Montcada havia de partir en la mateixa almenara Reial, o desviar-se per la séquia de la Tandera, a Paterna, tal com afirmaven els de Montcada. El plet, finalment, es va resoldre reconeixent l'obligació de la Séquia Reial de Montcada de comptar tan sols amb l'aigua que desviava l'almenara Reial dotada de quatre taules de fusta de vuit dits d'altura cadascuna.

## Descripció
L'emplaçament de l'assut es remunta al moment del disseny de la séquia mare de Montcada, en època medieval islàmica, si bé l'obra que avui en dia es veu és del segle XVI quant a les grades de l'assut, el cadirat de l'almenara i els arcs de l'entrada a la séquia, amb evidents i successives reparacions materials al llarg dels segles posteriors. Així, les comportes i la caseta són posteriors a la riuada de 1957. El conjunt de l'assut es troba en bastant bon estat tot i el pas dels segles. Continua sent un assut en funcionament per captar l'aigua de reg del sistema hidràulic de la séquia Reial de Montcada, sent propietat d'aquesta comunitat de regants.